# Manduca rustica
Manduca rustica (esfinge rústica) es una polilla de la familia Sphingidae.

## Distribución
Se encuentra en la parte sur de los Estados Unidos (desplazándose al norte a veces),  también se encuentra en México, América Central y América del Sur, hasta Argentina, Uruguay y Chile.

## Biología
Las larvas se alimentan de las especies Jasminum y Bignonia y de plantas de las familias Asteraceae, Verbenaceae, Convolvulaceae, Lamiaceae, Boraginaceae y otras.
La especie está muy extendida y  es adaptable; viven en una variedad de hábitats, desde bosques tropicales, desiertos y a entornos urbanos y rurales.

## Subespecies
- Manduca rustica cortesi (Cary, 1963) (México)
- Manduca rustica cubana (Madera, 1915) (Cuba, Jamaica)
- Manduca rustica galapagensis (Holanda, 1889) (Islas Galápagos)
- Manduca rustica harterti (Rothschild, 1894) (Antillas Menores, incluyendo Bonaire y santa Lucía)
- Manduca rustica rustica (América del Norte)

## Galería

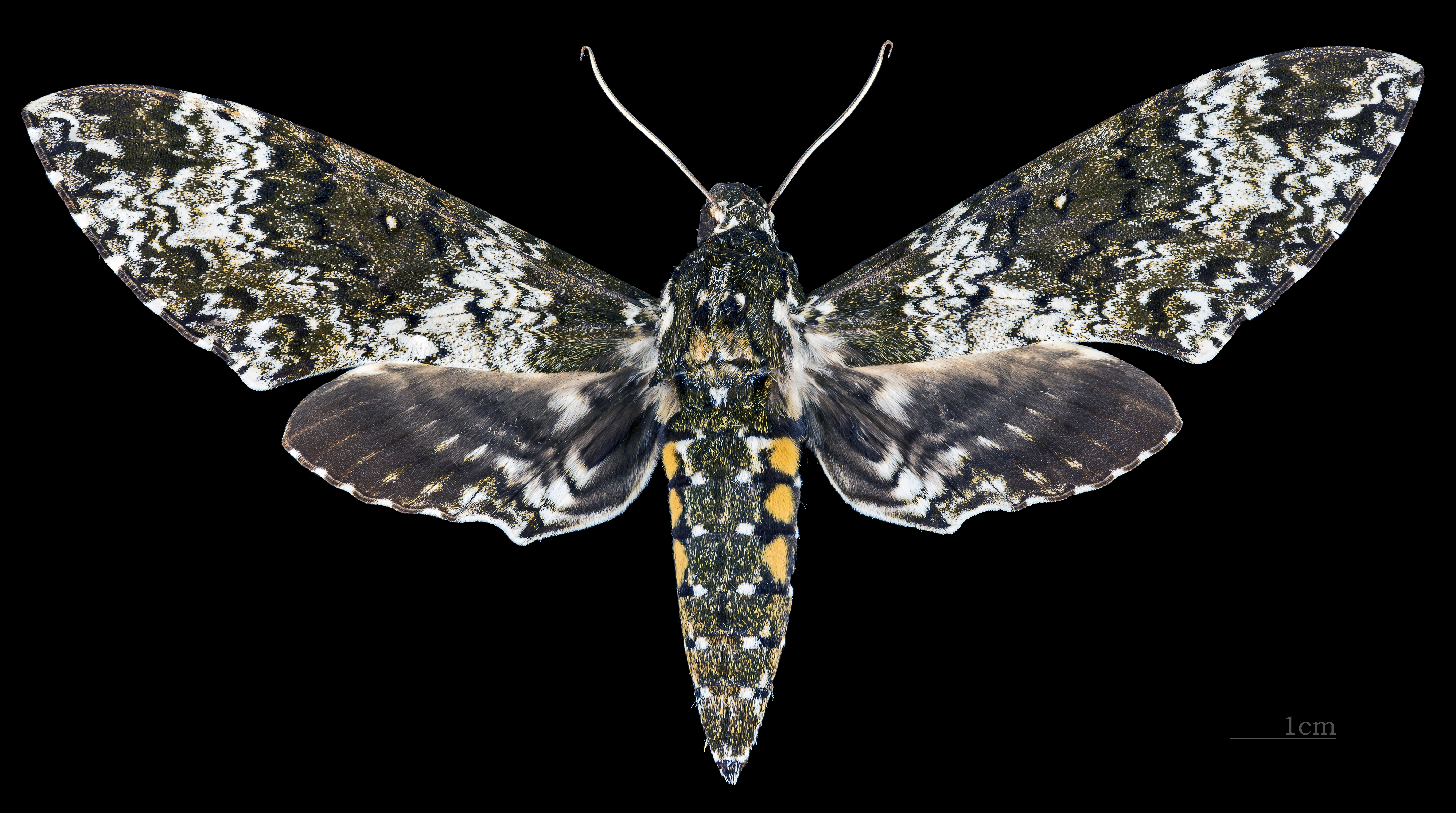
Macho Manduca rustica rustica, vista dorsal
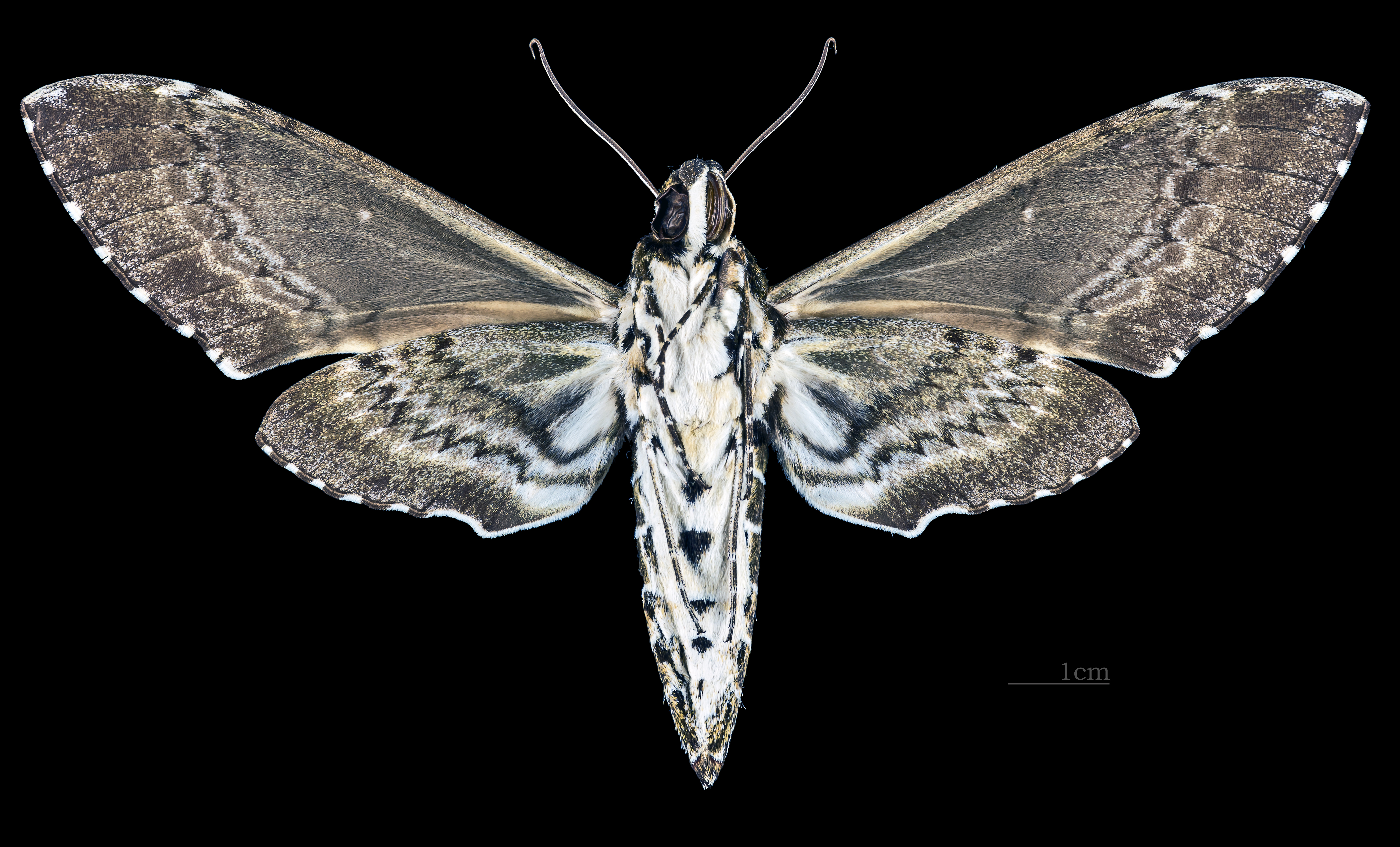
Macho Manduca rustica rustica, vista ventral

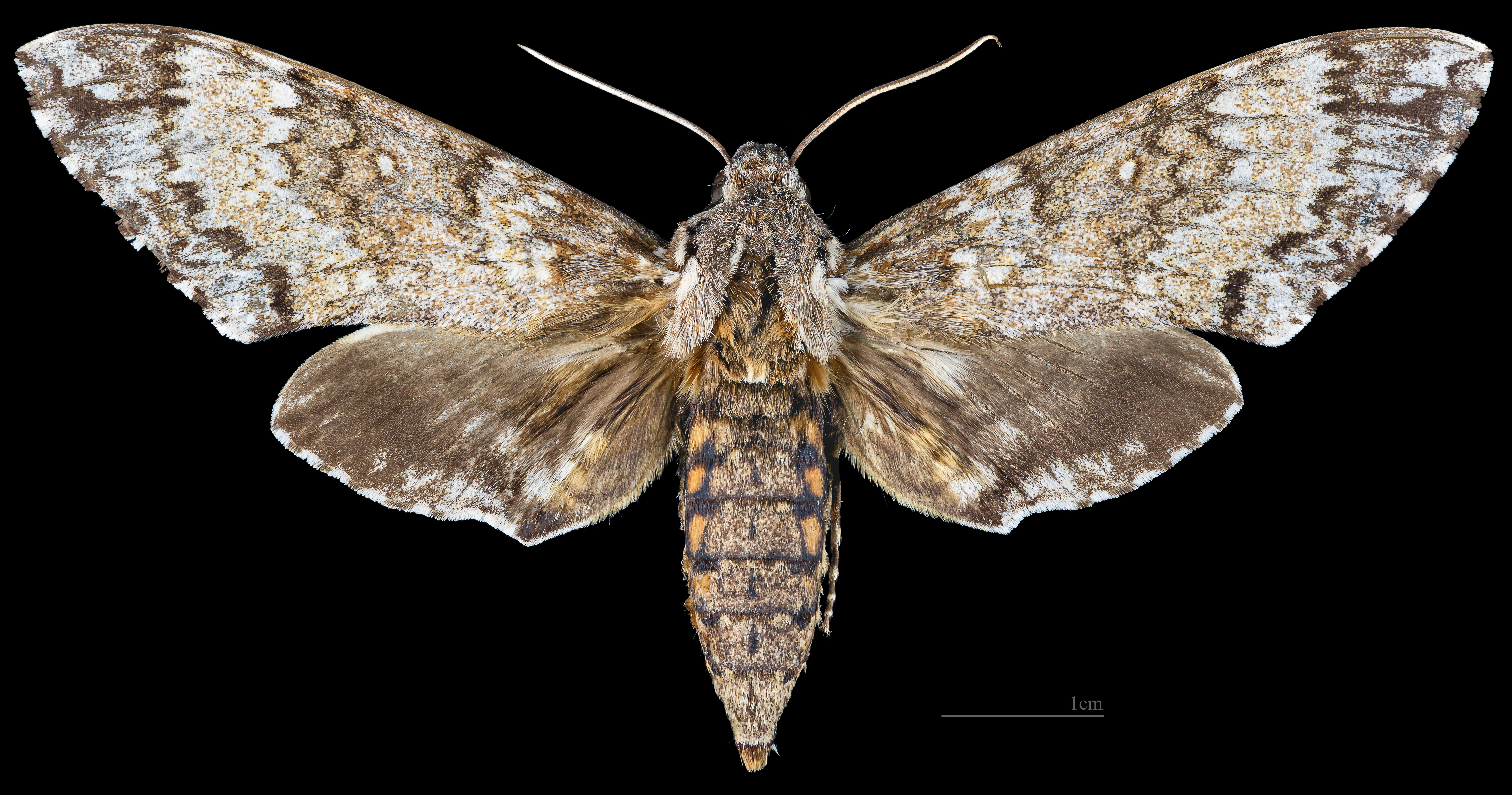
Manduca rustica calapagensis, vista dorsal MHNT
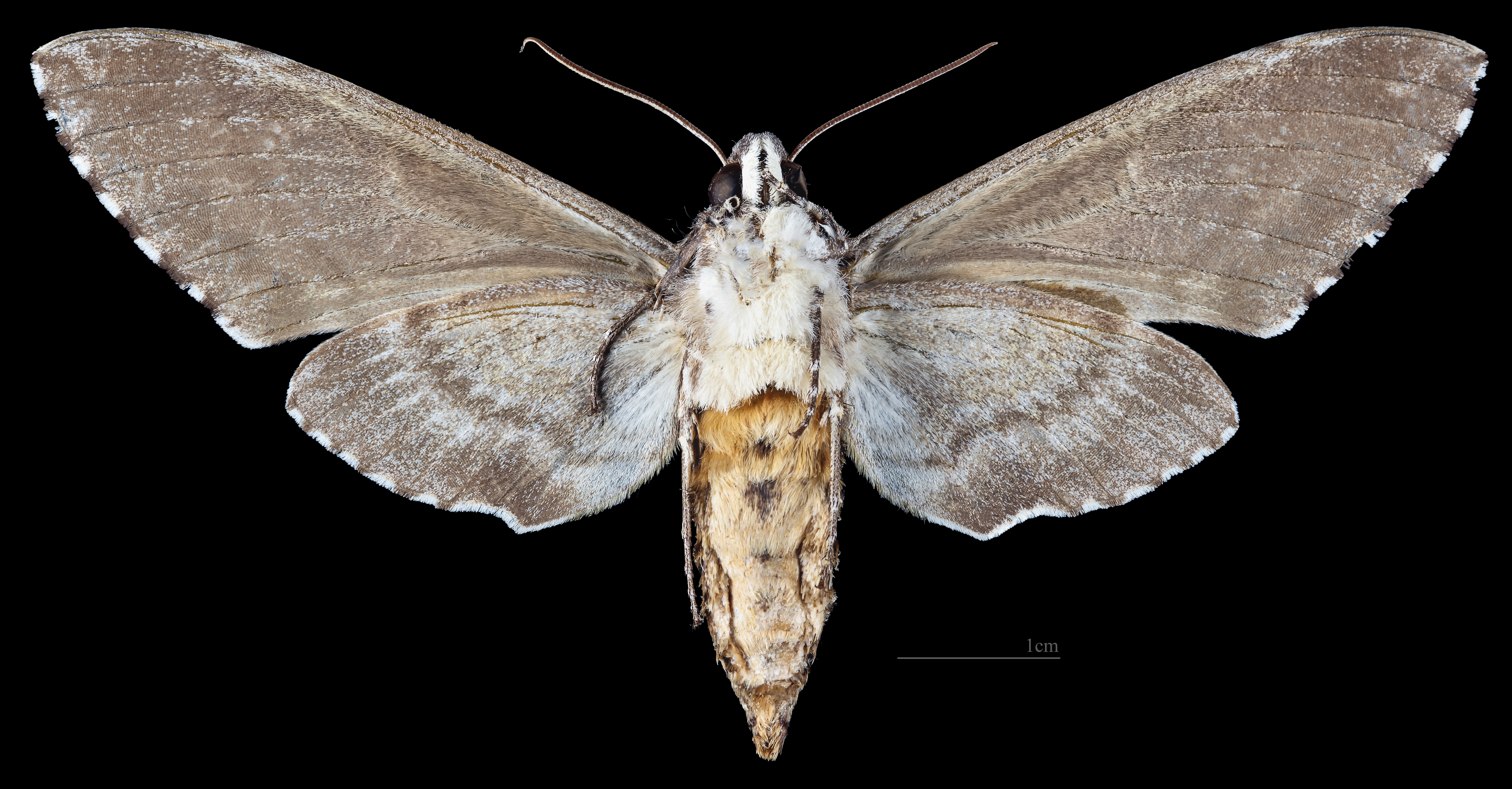
Manduca rustica calapagensis, vista ventral MHNT
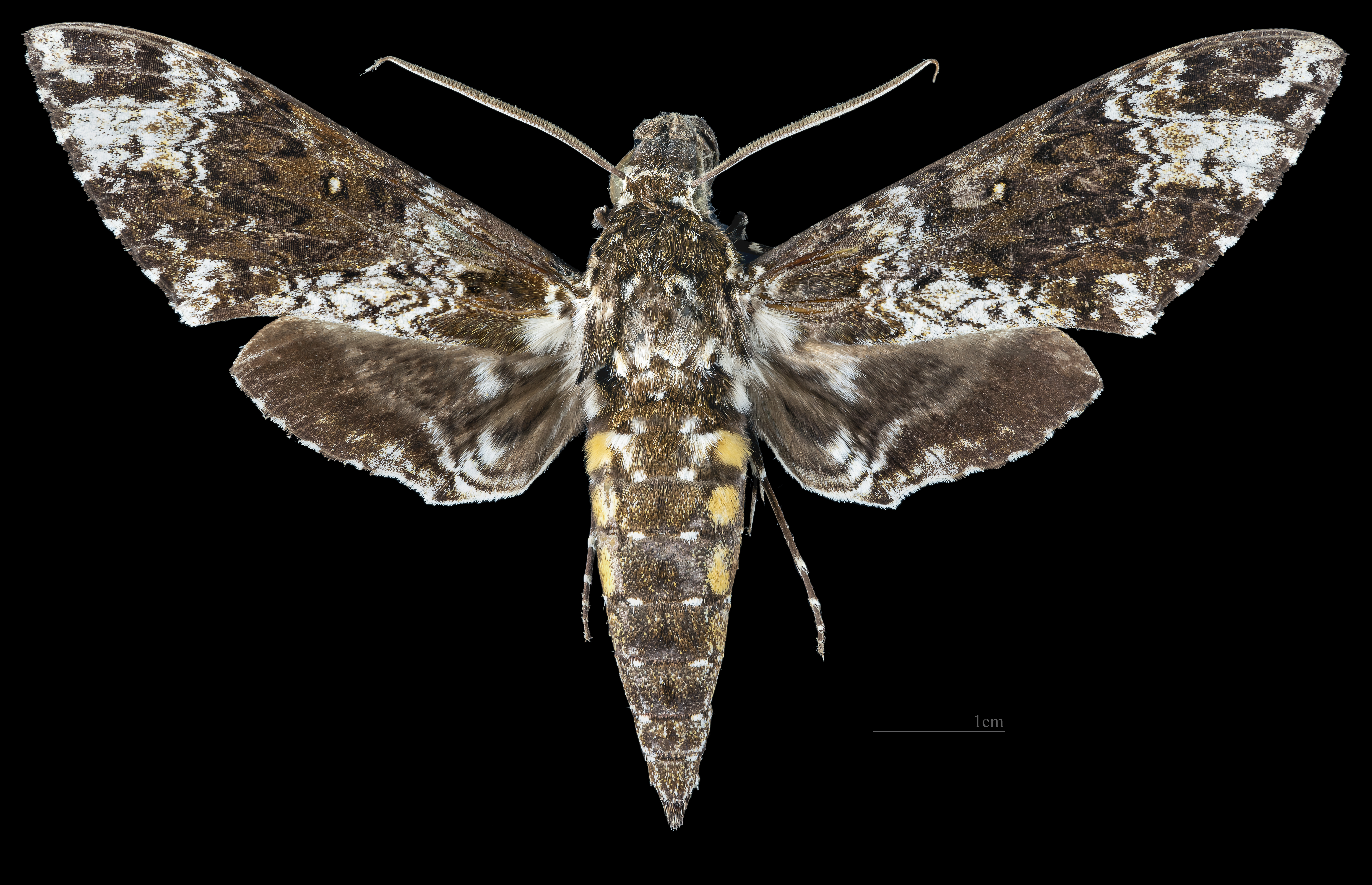
Manduca rustica cubana vista dorsal MHNT
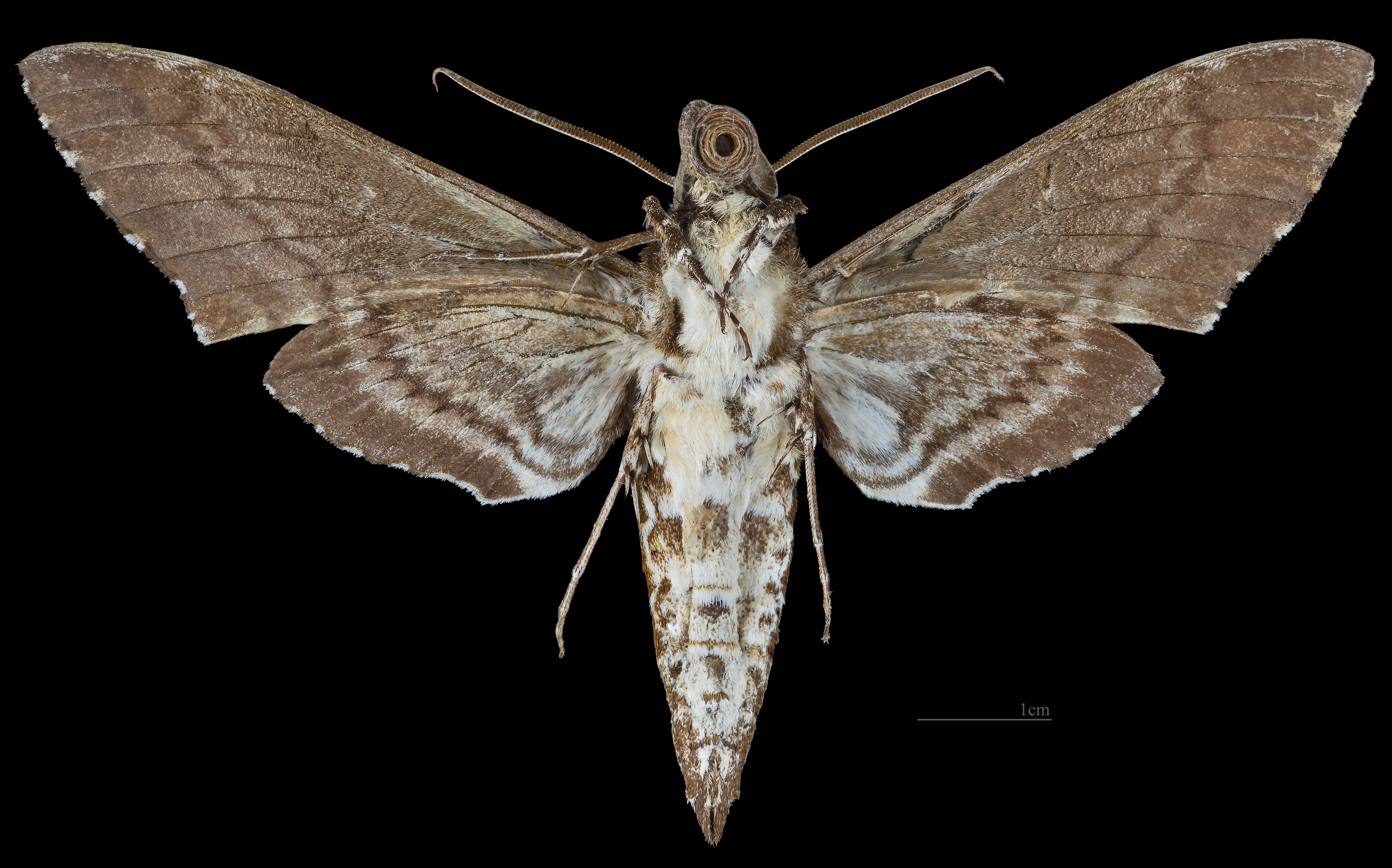
Manduca rustica cubana vista ventral MHNT
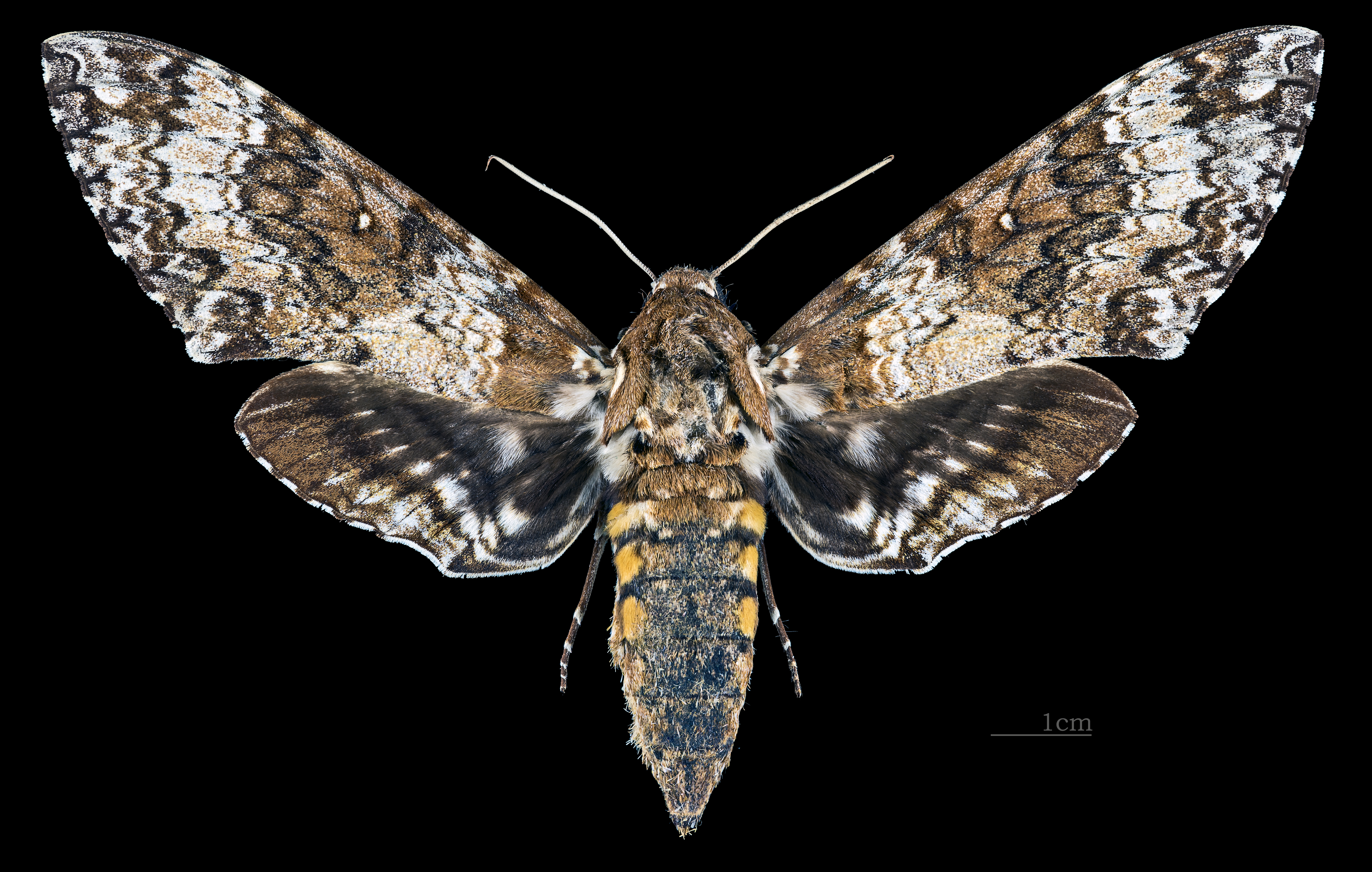
Manduca rustica harterti vista dorsal MHNT
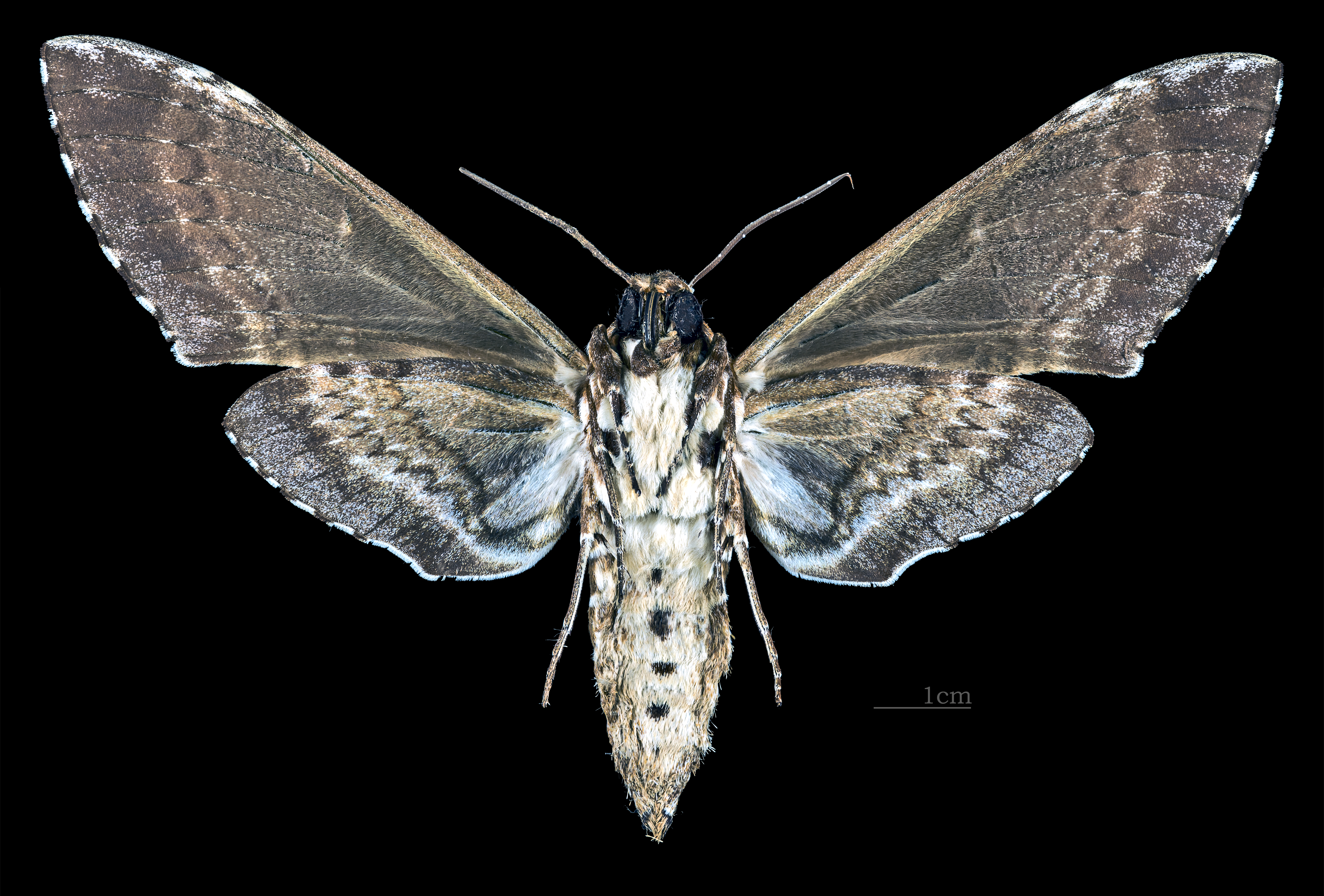
Manduca rustica harterti vista ventral MHNT